# Mobile Satellite Ventures
Mobile Satellite Ventures (MSV) est une entreprise américaine spécialisée dans la fourniture de services de télécommunications. MSV est l'un des principaux fournisseurs de services de communication sans-fil par satellite en Amérique du Nord. La société développe un projet de services mobiles civils basés sur un réseau hybride de nouvelle génération combinant une infrastructure spatiale et une infrastructure radio terrestre.

## Son métier, ses clients (actuellement)
MSV opère dans le secteur des technologies de l’information et de la communication (TIC). Au sein de ce secteur, MSV fait partie de la filière des fournisseurs de services de télécommunications, également appelés opérateurs.
Ses clients incluent toutes sortes d'entreprises ou d'administrations : sécurité civile, services de secours, services d'urgence, défense nationale, garde-cotes, police, transport routier, sociétés ferroviaires, sociétés d'exploitation de gaz et de pétrole, marine, services publics...
La société leur fournit divers services de télécommunications sans fil (mobile data, voix et fax) à partir d'une infrastructure de réseau satellitaire.

## Mode d'exploitation actuel[1]
MSV fournit des services mobile data, voix et fax à environ 30,000 unités via des canaux de distribution qui incluent des forces de vente directes, des grossistes et des revendeurs. Beaucoup de ces utilisateurs sont des agences gouvernementales au niveau local, au niveau des États, ou au niveau fédéral, qui sont chargées de la sécurité publique. Ces clients dépendent très largement du service de MSV dans leur fonctionnement au quotidien et pour les situations d'urgence. 
En plus de fournir des services à sa clientèle principale directe, MSV vend également de la capacité satellitaire sur le marché intermédiaire à des fournisseurs de services partenaires pour des services spécifiques. MSV fournit ainsi des services à environ 170 000 unités supplémentaires de manière indirecte. La majorité de ces utilisateurs sont des gestionnaires de flotte et des entreprises désirant effectuer le suivi de biens et de cargaisons, comme Geologic Solutions, Inc., Wireless Matrix Corporation, Transcore Holdings, Inc. and SkyBitz, Inc.
MSV fournit ses services aux États-Unis et au Canada en utilisant deux satellites géostationnaires (GEO) quasiment identiques MSAT-1 et MSAT-2, qui supportent la transmission de la voix, de données, de fax, et des services de dispatch radio. Le premier satellite est situé à 101° WL. Le deuxième satellite, qui appartenait auparavant à une filiale de Bell Canada Enterprise (BCE) et qui appartient maintenant à MSV, est situé à 106,5° WL. MSV dispose d'un centre de supervision du réseau actif 24H/24 et 7J/7 assurant une disponibilité de 99,9 %.
MSAT (« Mobile Satellite ») est un système satellitaire conçu par le Conseil National de la Recherche au Canada. En partenariat avec plusieurs entreprises aux États-Unis et en Amérique du nord, MSAT assure aussi la diffusion des signaux GPS différentiels au Canada (CDGPS - Canada-Wide Differential global positioning system).
Zone de couverture : Amérique du nord, partie nord de l'Amérique du sud, Amérique centrale, Caraïbes, Hawaï et eaux côtières

## Plan de développement stratégique
MSV détient une licence aux États-Unis et au Canada pour exploiter une partie du spectre située dans la bande "L" (environ 30MHz) coordonnée pour une utilisation aux États-Unis et au Canada. 
Le spectre de MSV est situé entre les fréquences utilisées aujourd'hui par les fournisseurs de services sans fil terrestres aux États-Unis et au Canada. Dans le mode futur d'exploitation, MSV prévoit d'allouer l'usage du spectre entre le service satellitaire et un réseau sans fil terrestre qu'il va intégrer avec son réseau satellitaire. Ce sera le premier projet de services mobiles civiles ayant recours à la fois à des éléments spatiaux et terrestres. 
MSV est le premier fournisseur de services mobiles par satellites à avoir reçu les licences nécessaires de l'autorité national de régulation (la FCC) pour pouvoir exploiter une composante terrestre complémentaire (Ancilliary Terrestrial Components, ATC). Ces licences permettent l'utilisation des fréquences satellitaires de la bande "L" pour l'exploitation d'un réseau intégré avancé capable de fournir des services haut débit sans fil à des unités fixes, portables et mobiles. 
MSV prévoit de lancer trois satellites : MSV-1 (États-Unis), MSV-2 (Canada) et un peu plus tard MSV-SA (Amérique Latine). Ces satellites seront, selon la société, les satellites commerciaux les plus imposants et les plus puissants jamais déployés, multi-faisceaux avec réutilisation de fréquences, et permettant l'établissement de communications à partir de téléphones cellulaires conventionnels en dehors des zones de couverture. Le réseau réunira le meilleur des technologies satellitaires et cellulaires, avec une composante terrestre complémentaire (Ancilliary Terrestrial Components, ATC) brevetée par MSV. Il pourra répondre aux besoins de communication d’une grande variété de clients. 
Ce réseau hybride de nouvelle génération, capable de couvrir l'intégralité du marché Nord-Américain (330 millions de personnes) est développé par MSV avec un certain nombre de partenaires leaders de l'industrie : 
- des opérateurs télécoms ;
- des sociétés spécialisées dans la fabrication et le lancement de satellites, notamment Boeing ;
- des équipementiers en télécommunications, notamment Nortel pour les technologies 4G WiMax et IP Multimedia Subsystem (IMS)[2],[3].

## Équipe dirigeante
- Gary Parsons : Chairman
- Alexander Good : Vice Chairman, PDG et Président
- John H. Mattingly : président, Satellite Services
- Scott Macleod : vice-président exécutif, Directeur Financier
- Drew Caplan : directeur Réseau
- Eric Swank : vice-président Senior, Finance et Treasurer
- Monish Kundra : vice-président Senior, Corporate Development
- Randy Segal : vice-président Senior, General Counsel
- Peter Karabinis : vice-président Senior, Chief Technology Officer
- Jennifer Manner : vice-président, Affaires réglementaires

## Ses principaux concurrents
- Opérateurs satellitaires comme Inmarsat ou Globalstar
- Opérateurs de services mobiles utilisant une infrastructure terrestre